# Marina Jurjewna Dawydowa

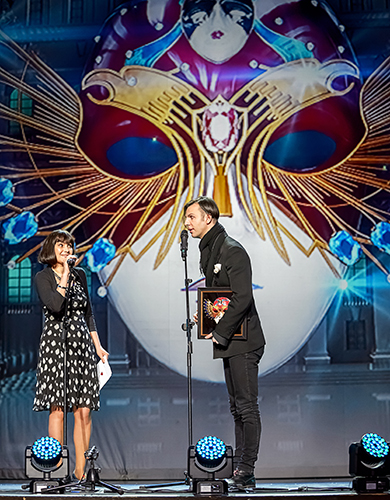
Marina Dawydowa mit Teodor Currentzis (2015)

Marina Dawydowa (* 1966 in Baku, Aserbaidschan, voller Name: Marina Jurjewna Dawydowa) ist eine russische Theaterwissenschaftlerin, Theaterkritikerin und Kulturmanagerin. 2016 war sie für das Schauspielprogramm der Wiener Festwochen verantwortlich. Im November 2022 wurde sie als Schauspielchefin der Salzburger Festspiele ab Oktober 2023 präsentiert und wenige Tage vor der Programmpräsentation am 3. Dezember 2024 fristlos entlassen.

## Leben
Dawydowa wurde als Tochter eines Armeniers und einer Russin in Baku in Aserbaidschan geboren. Sie studierte an der Russischen Akademie für Theaterkunst, dem damaligen Staatlichen Institut für Theaterkunst, in Moskau, das Studium schloss sie 1988 ab. Im Zuge des Bergkarabachkonfliktes Ende der 1980er Jahre wurde die elterliche Wohnung in Baku von Fremden besetzt und die Gräber der früh verstorbenen Eltern zerstört.
Nach dem Zerfall der Sowjetunion promovierte sie 1992 in Moskau zur Doktorin und war als Theaterkritikerin unter anderem für die Tageszeitungen Wremja nowostei und Iswestija tätig. Gemeinsam mit Ekaterina Degot und Marija Stepanowa gehörte sie von 2008 bis 2012 der Redaktion des Onlinemediums OpenSpace.ru an. Parallel dazu war sie ab 2010 bis 2022 Chefredakteurin der Theaterzeitschrift Teatr, deren Printausgabe im März 2022 nach dem russischen Überfall auf die Ukraine eingestellt wurde. 2016 war sie unter Intendant Markus Hinterhäuser für das Schauspielprogramm der Wiener Festwochen verantwortlich.
1998 war sie Mitinitiatorin des Festivals Neues europäisches Theater in Moskau, das sie 23 Jahre lang künstlerisch leitete. 2017 erschien ihr Buch Culture Zero, in dem sie die Geschichte des russischen Theaters analysierte. Außerdem ist sie als Dramatikerin und Regisseurin tätig. 2017 inszenierte sie am Hebbel am Ufer in Berlin ihr Stück Eternal Russia und 2019 am Thalia Theater in Hamburg Checkpoint Woodstock.
Nach dem russischen Überfall auf die Ukraine im Februar 2022 verfasste sie eine Petition, in der sie zum sofortigen Ende des Krieges aufrief. Nachdem sie daraufhin Drohungen erhalten hatte, floh sie Anfang März 2022 aus Russland. Im Rahmen der Wiener Festwochen 2023 inszenierte sie ihr Werk Museum of Uncounted Voices im Odeon.
Ab Oktober 2023 hatte sie als Nachfolgerin von Bettina Hering die Schauspielleitung der Salzburger Festspiele inne; ihr Vertrag wurde auf drei Jahre bis Ende September 2026 abgeschlossen. Im November 2024 gab die Leitung der Festspiele bekannt, dass der Vertrag mit Dawydowa mit sofortiger Wirkung aufgrund von „Verstößen gegen vertragliche Dienstpflichten“ aufgekündigt wurde. Nach einem außergerichtlichen Vergleich, hat man sich im Dezember 2024 endgültig getrennt.
Im August 2025 wurde ihr Stück Land of No Return, eine Auftragsarbeit für das Münchner Residenztheater vom Zerfall der Sowjetunion bis zum Krieg in der Ukraine, bei den Salzburger Festspielen in einer halbszenischen Lesung aufgeführt.